# Castilleja victoriae
Castilleja victoriae är en snyltrotsväxtart som beskrevs av Fairbarns och J.M.Egger. Castilleja victoriae ingår i släktet målarborstar, och familjen snyltrotsväxter. Inga underarter finns listade i Catalogue of Life.